# Piaya melanogaster
Piaya melanogaster là một loài chim trong họ Cuculidae.